# María Teresa Belandria

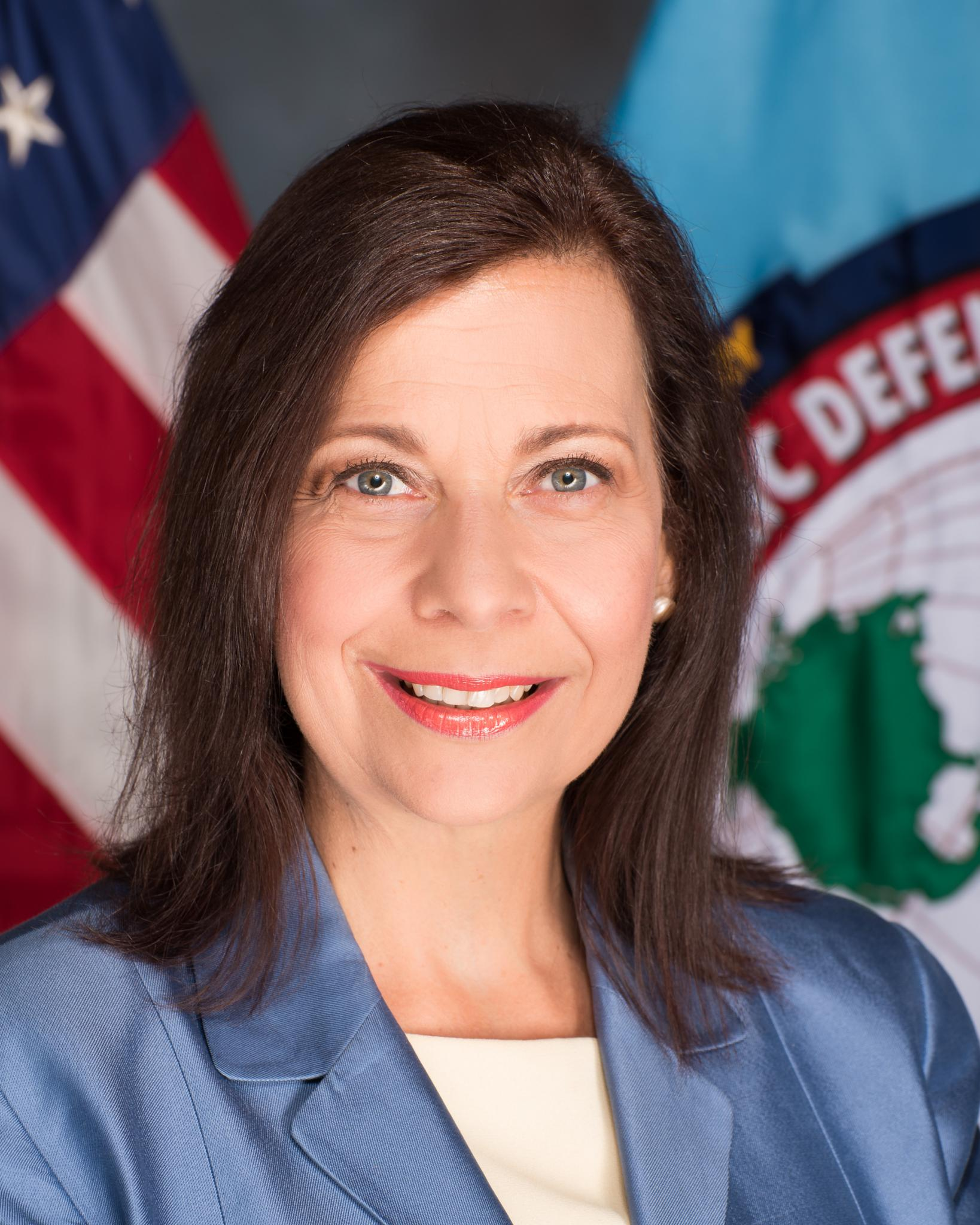

María Teresa Belandria là một Venezuela nhà ngoại giao, luật sư, giáo sư khoa học chính trị, và chính trị gia người được mệnh danh là bởi Juan Guaidó và nhận làm đại sứ Venezuela tại Brazil vào tháng năm 2019. Cô từng là điều phối viên quốc tế cho các chính trị Venezuela tiệc tùng, Come Venezuela (tiếng Tây Ban Nha: Vente Venezuela). Vào ngày 4 tháng 6 năm 2019, chính phủ Brazil đã phê duyệt thông tin đăng nhập của cô và công nhận cô là đại sứ chính thức của Venezuela.